# Janko Brašić
Janko Brašić cyr. Јанко Брашић (ur. 9 stycznia 1906 we wsi Oparić k. Rekovaca, zm. 15 czerwca 1994 tamże) – malarz serbski i jugosłowiański, przedstawiciel prymitywizmu.

## Życiorys
Urodził się we wsi Oparić w pobliżu Jagodiny. Zaczął malować w 1927, ale pierwsze jego zachowane prace pochodzą z 1933 (rysunki i autoportret). Należał do pierwszego pokolenia serbskich malarzy naiwnych. Malował sceny z wiejskiego życia, a także portrety. Po raz pierwszy prace Brašicia zaprezentowano na wystawie zorganizowanej w 1935 przez Stowarzyszenie Serbskich Artystów w Pawilonie Cvijety Zuzorić w Belgradzie. Wśród prac artysty znalazł się jego autoportret, a także portret króla Piotra II.
Zmarł we wsi Oparić, gdzie mieszkał i tworzył przez całe życie. Pozostawił po sobie ponad sto obrazów, grafik i fresków. Większość dzieł Brašicia trafiła do powstałego w 1960 Muzeum Sztuki Naiwnej w Jagodinie, pozostałe znajdują się w prywatnych kolekcjach.